# Черноград
Черногра́д (болг. Черноград) — село в Бургаській області Болгарії. Входить до складу громади Айтос.

## Населення
За даними перепису населення 2011 року у селі проживали 540 осіб.
Національний склад населення села:
| Національність   | Кількість осіб | Відсоток |
| ---------------- | -------------- | -------- |
| турки            | 374            | 71,9%    |
| болгари          | 83             | 16,0%    |
| цигани           | 59             | 11,3%    |
| інша             | 0              | 0%       |
| не визначились   | 4              | 0,8%     |
| Всього відповіли | 520            |          |

Розподіл населення за віком у 2011 році:
Динаміка населення: